# 反安慰劑
反安慰劑效應（英語：Nocebo effect，意为“我将伤害”）指出一些信念或預期等心理效果，可能會導致疾病產生，或影響治療的效果。安慰劑效應指病人雖然獲得無效的治療，但卻“預料”或“相信”治療有效，而讓病患症狀得到舒緩的現象。反安慰劑則相反，即使病人沒有病，或已接受有效治療，但因對疾病或療效負面的預期，而影響治療效果，甚至導致疾病。